# Saimir Çelhaka
Saimir Çelhaka (sinh 21 tháng 11 năm 1990) là một cầu thủ bóng đá Albania. Anh thi đấu ở vị trí tiền vệ cho câu lạc bộ Besa Kavajë ở Albania's First Division.